# ماداوالا مادیگه
ماداوالا مادیگه (به لاتین: Madawala Madige) یک منطقهٔ مسکونی در سری‌لانکا است که در استان مرکزی (سری‌لانکا) واقع شده‌است.